# Чатсуърт хаус
Чатсуърт хаус (на английски: Chatsworth House) е дворец в Централна Англия, Обединеното кралство.
Намира се в английското церемониално графство Дарбишър, столетия наред – от 1549 г., е дом и седалище на херцога на Девъншър. Разположен е в долината на р. Деруент.
Този бароков дворец е изграден в края на 17 в. Има 300 стаи, отворени за публични посещения, включително и пищни разкошни апартаменти, богато украсени с произведения на изкуството. Градините му са проектирани от Ланселот Браун през 1760-те години. Век по-късно Джоузеф Пакстън ги превръща е едни от най-значимите градини в цяла Европа. Най-впечатляващото на градините е каскадата от изкуствени водопади.
Много поколения херцози са обогатявали удивителната колекция от произведения на изкуството. Тук има картини от майстори като Тинторенто, Веронезе и Рембранд, а настоящите херцог и херцогиня са добавили към тях и съвременни творби, включително на техния приятел Лусиан Фройд.